# Maite Defruc
María Teresa Bastida Sáez, conocida artísticamente como Maite Defruc, (La Palma, 1947-Pozo Estrecho 10 de agosto de 2021) fue una escultora española.

## Trayectoria
Nació en Cartagena en 1947. Estudió arte en la Escuela de Artes y Oficios de Murcia y se especializó en talla y escultura en Madrid. Profesora de la Universidad Popular de Cartagena, trabajó durante toda su vida desde su estudio en Pozo Estrecho, fundado en 1975. Defruc está considerada como una de las únicas mujeres que realizaba el proceso completo de moldeado a la cera perdida.
Fue la creadora, entre otros, de los premios de bronce que se entregan en el Festival Flamenco de Lo Ferro de Murcia a los premiados con: “Melón de Oro”, “Molino de Lo Ferro” y “Premio Sebastián Escudero a la Excelencia Flamenca”.
En varios municipios de la Región de Murcia, se pueden ver algunas de las obras de escultura pública que desarrolló a lo largo de su carrera.

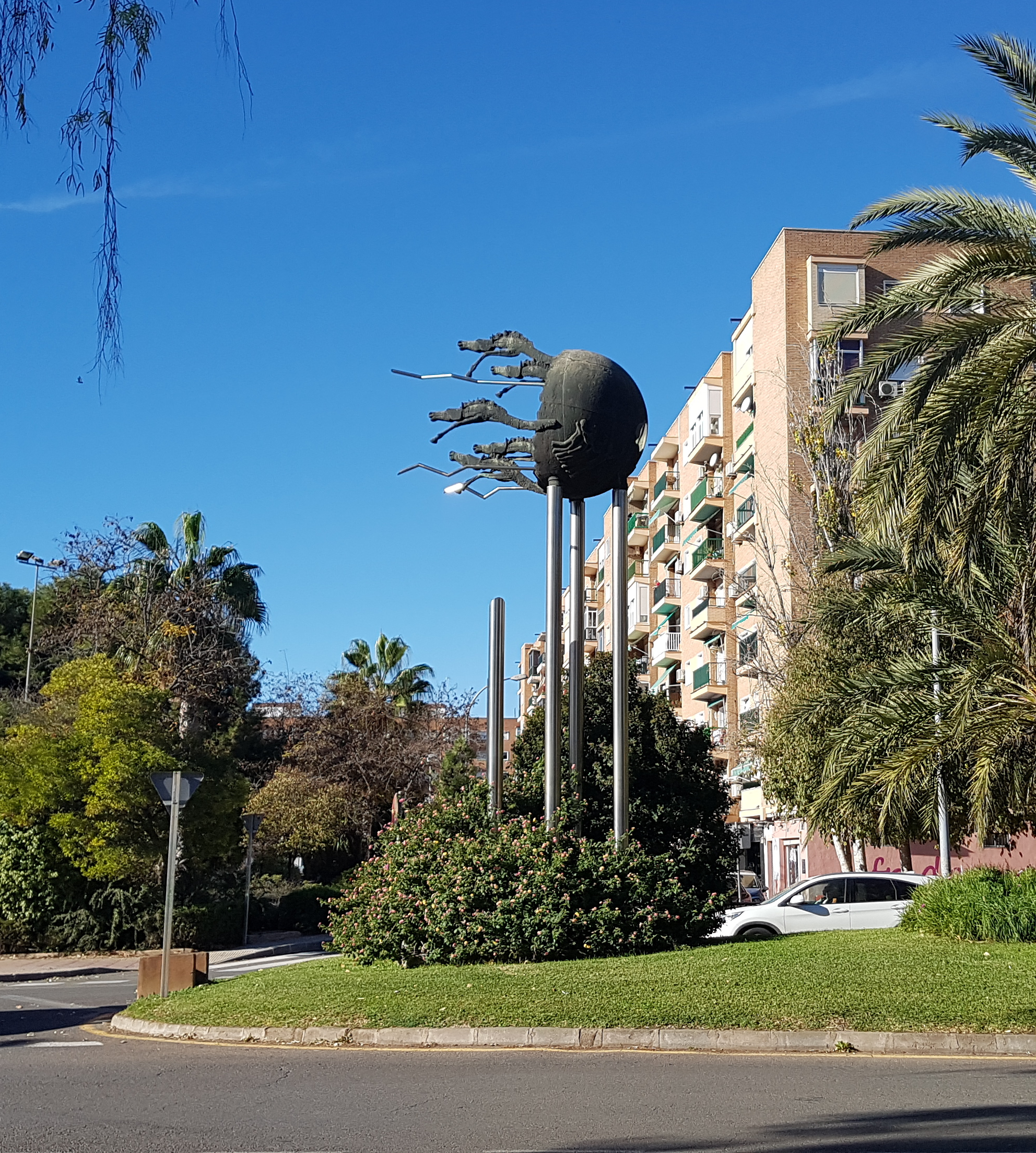
Monumento al radioaficionado en Cartagena (España)

## Obra (selección)
- 1980 – Monumento al niño. Murcia.
- 1984 – Monumento en homenaje a La Constitución. Torre Pacheco, Murcia.
- 1994 – Monumento a la radioafición. Cartagena.
- 2005 – Homenaje al V Centenario de la fundación de la Palma. La Palma, Cartagena.
- 2006 – Puerta al Futuro. Torre Pacheco, Murcia.
- 2007 – Monumento al Recuerdo. Torre Pacheco, Murcia.

## Reconocimientos
En 2010, por el Día Internacional de la Mujer, Dedruc recibió el Premio 8 de Marzo de la Comunidad Autónoma de Murcia, en reconocimiento a su trayectoria profesional y a su labor en favor de la igualdad. En 2016, fue galardonada con la Medalla de Oro del Festival Flamenco de Lo Ferro.
El 18 de enero de 2023, el Ayuntamiento de Cartagena le rindió un homenaje póstumo donde se anunció la creación del parque público dedicado a la escultora en Pozo Estrecho.